# Mesud Bey
Muhazzebeddin Mesud Bey Muhadhdhib al-Dîn Mas`ūd Bey est le second et avant-dernier représentant de la dynastie des Pervânes.
Fils légitime du Pervâne Mehmed Bey, naquit probablement vers 1270 à Sinope, en Turquie. Il succéda à son père en tant que Pervâne à une date inconnue et continua à mener une politique sage et prudente vis-à-vis des Mongols. Toutefois, en 1298, un groupe de pirates génois le captura et il fut emmené en otage à Gênes. Ce n'est qu'avec une très lourde rançon que le sultan seldjoukide de Roum, Kay Qubadh II (sultan en 1297-1301) parvint à le ramener chez lui, en 1299. Pour se venger, il persécuta sans cesse les Génois de la Mer Noire et mourut quelque temps plus tard, peut-être lors d'un de ses raids, en 1300.

## Famille
Le nom de son épouse est inconnu, toutefois il eut au moins un fils :
- Gâzi Çelebi, qui lui succéda en tant que Pervâne